# Daphne tangutica
Daphne tangutica är en tibastväxtart som beskrevs av Carl Maximowicz.
Daphne tangutica ingår i släktet tibaster och familjen tibastväxter. Utöver nominatformen finns också underarten Daphne tangutica wilsonii.

## Bildgalleri

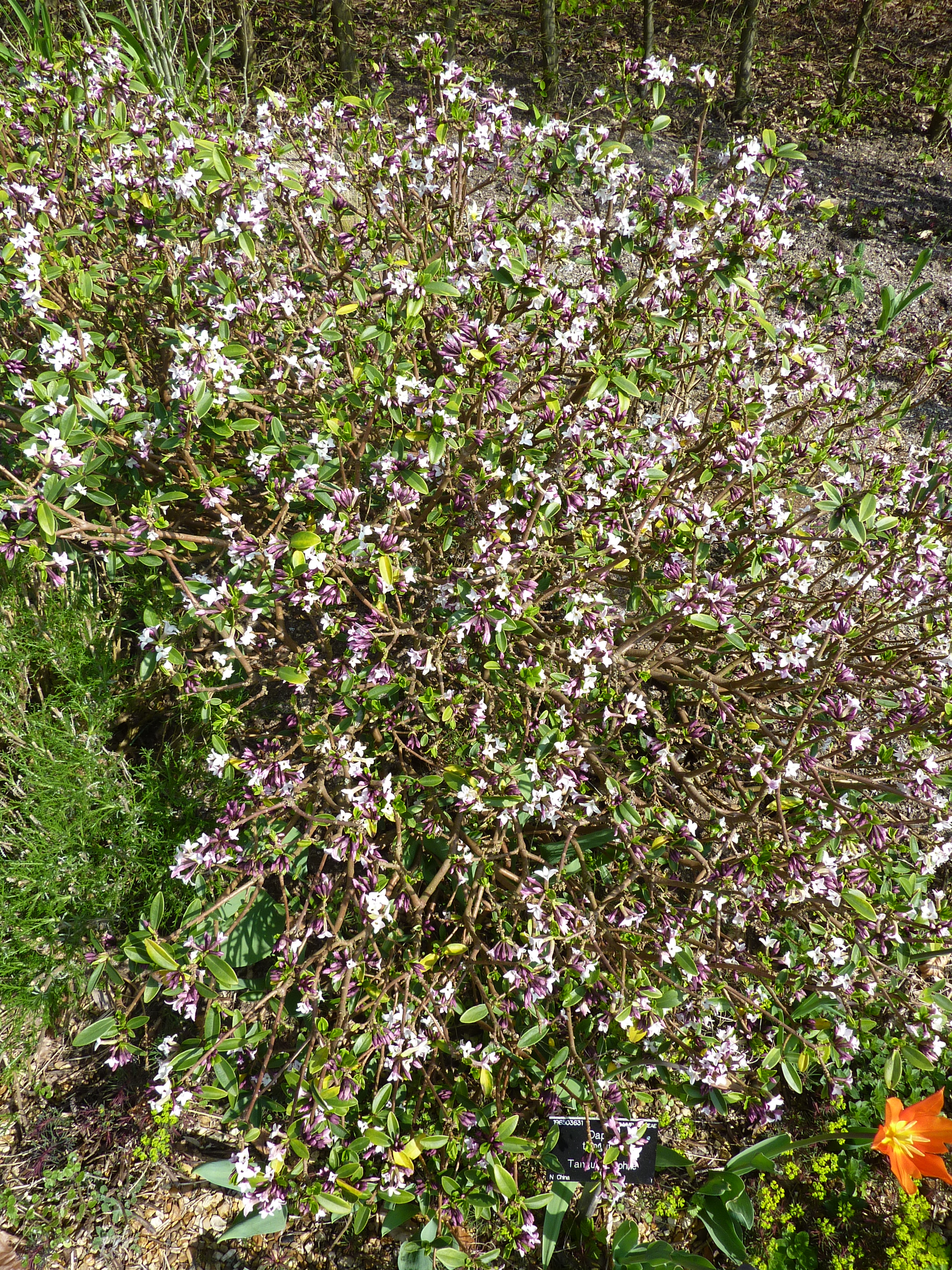
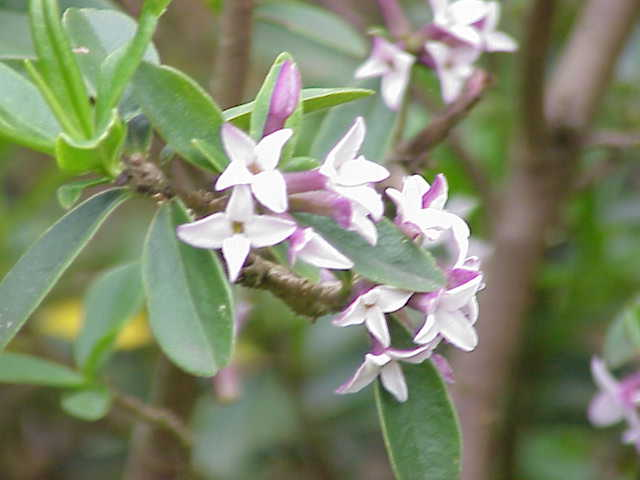